# Ex tunc
La locuzione latina ex tunc (letteralmente "da allora"), soprattutto in ambito giuridico, indica la retroattività nella produzione di effetti giuridici (in qualunque modo siano essi prodotti). 
Ad esempio, una legge posteriore che abroga una legge anteriore, se agisce ex tunc, allora agisce fin dall'inizio rimuovendo retroattivamente gli effetti della legge anteriore come se essa non fosse mai esistita. La legge posteriore non può tuttavia essere invocata per rapporti giuridici estinti, regolati dalla norma precedente.
Tale termine è contrapposto a quello ex nunc.